# Матвеев, Валерий Евгеньевич
Вале́рий Евге́ньевич Матве́ев (1956—2014) — советский и российский актёр театра и кино.

## Биография
Родился 27 мая 1956 года в Потсдаме. Учился в 64 школе города Ленинграда.
В 1977 году окончил Ленинградский государственный институт театра, музыки и кинематографии (курс Зиновия Корогодского).
С 1977 года актёр Ленинградского академического Большого драматического театра имени М. Горького (ныне имени Г. Товстоногова), куда его в 1970-х годах пригласил Георгий Товстоногов. Сыграл более 30 разнообразных ролей — от Листницкого в спектакле «Тихий Дон» по мотивам романа Шолохова до Свистунова в «Ревизоре» и Запорожца в «Ночи перед Рождеством» по Гоголю.
С 16-летнего возраста начал сниматься в кино, сыграв несколько ролей второго плана, но с начала 1990-х годов почти исчез с экранов, изредка появляясь в сериалах.
Преподавал актёрское мастерство в Санкт-Петербургском государственном университете культуры и искусств.
Долгое время горожане знали его в образе Петра Первого — он традиционно представлял императора в празднествах на День города 27 мая.
Умер 16 мая 2014 года после тяжёлой болезни, похоронен на Серафимовском кладбище в Санкт-Петербурге (участок № 36).

## Работы в театре
- «Тихий Дон» М. А. Шолохов — Листницкий-младший
- «Пиквикский клуб» Ч. Диккенс — пристав
- «Перечитывая заново» Ю. Е. Аксёнов — Паллада
- «Общественное мнение» А. Баранга — Думитраш
- «Оптимистическая трагедия» В. В. Вишневский — высокий матрос
- «Поэтические страницы» (по Б. Л. Пастернаку — «Воспоминание и размышление»)
- «Смерть Тарелкина» А. Н. Колкер — Чиновник, Шатала
- «Мачеха Саманишвили» Д. Клдиашвили — Мераб
- «Визит старой дамы» Ф. Дюрренматт — Роби
- «Театр времен Нерона и Сенеки» Э. С. Радзинский — Сенатор — конь
- «Удалой молодец — гордость Запада» Д. Синг — Шоон Кьоу
- «Ревизор» (возобновление) Н. В. Гоголь — Свистунов, «Фантом»
- «Вишнёвый сад» А. П. Чехов — начальник станции
- «Призраки» Э. де Филиппо — 1-й грузчик
- «Мещанин во дворянстве» Ж.-Б. Мольер — учитель философии
- «Макбет» У. Шекспир — 1-й убийца
- «Фома» Ф. М. Достоевский — Мизинчиков
- «Мамаша Кураж и её дети» Б. Брехт — ведущий
- «Костюмер» Р. Харвуд — Рыцарь
- «Мотылек» П. В. Гладилин — майор Морозов
- «Борис Годунов» А. С. Пушкин — Семён Годунов
- «Таланты и поклонники» А. Н. Островский — Громилов
- «Ночь перед Рождеством» Н. В. Гоголь — запорожец

## Фильмография
- 1972 — Красные пчёлы — посетитель ресторана
- 1972 — Монолог — Дима
- 1978 — Комедия ошибок — Герцог
- 1979 — Приключения принца Флоризеля — Фрэнк Скримджер
- 1980 — Никудышная — Гена Мельников
- 1981 — Кража — Доблмен
- 1983 — Жизнь Берлиоза (СССР — Франция) — Ленц
- 1983 — Смерть Тарелкина (фильм-спектакль) — полицейский Шатала
- 1984 — Колье Шарлотты — Игорь Линёв
- 1984 — Предел возможного — Володя
- 1985 — Выйти замуж за капитана
- 1986 — БДТ тридцать лет спустя (фильм-спектакль) — ведущий
- 1990 — Неустановленное лицо — Дмитрий Балакин
- 1991 — Чокнутые — слуга Отрешковых
- 1998 — Улицы разбитых фонарей-1 — сутенёр
- 2000 — Романовы. Венценосная семья — дежурный офицер
- 2002 — Ниро Вульф и Арчи Гудвин — инспектор Эш
- 2009 — Вербное воскресенье — Георгий Ястребов
- 2010 — Улицы разбитых фонарей-10 — Иван Дмитриевич Мосин